# Congo Reform Association

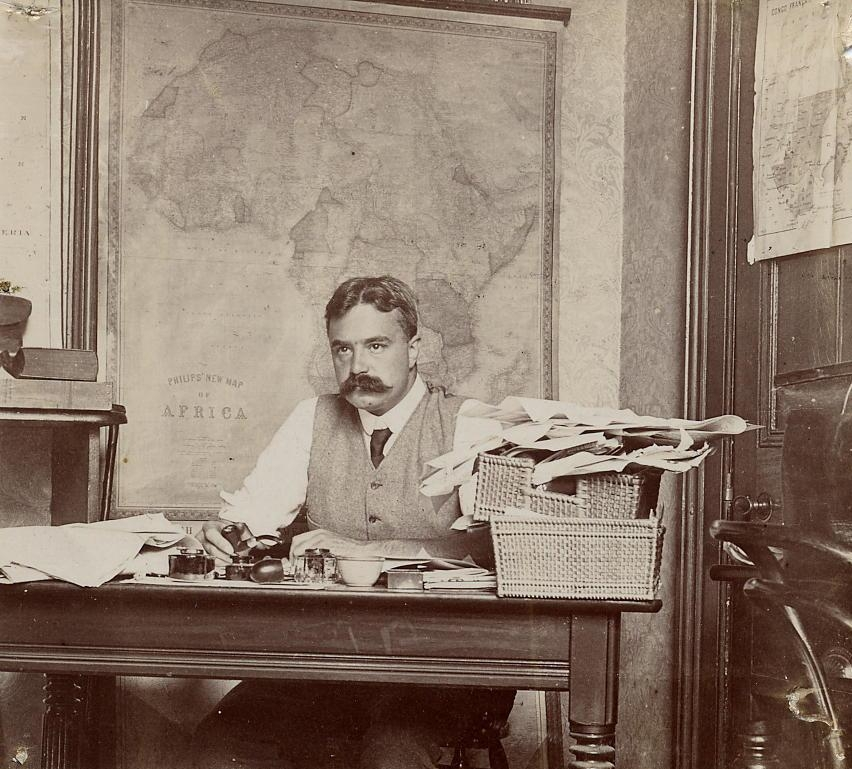
Edmund Dene Morel, einer der Gründer der Congo Reform Association

Die Congo Reform Association (C. R. A) wurde von Edmund Dene Morel, Roger Casement und Henry Grattan Guinness gegründet, um die Verbrechen an der kongolesischen Bevölkerung zur Zeit der Privatherrschaft von Leopold II., König der Belgier aufzudecken. Sie ist also eine der ersten Menschenrechtsorganisationen.
Die kongolesische Bevölkerung wurde zwischen 1888 und 1908 gezwungen, Kautschuk in riesigen Mengen abzubauen.
Als Gewährleistung wurden die Ehefrauen der zur Kautschukernte verpflichteten Männer in Geiselhaft genommen.
Bei Nicht-Erfüllung des Pensums wurden die Ehefrauen getötet, manche starben auch an den Haftbedingungen. Bekannt wurden Fotografien von Menschen, denen eine Hand (die rechte) oder ein Fuß fehlte. Die schwarzen Bewacher der Kautschukbauern mussten ihren weißen Offizieren für jede verschossene Gewehrkugel eine rechte Hand (der angeblich jeweils erschossenen Person) vorlegen, um zu beweisen, dass die erhaltene Munition nicht zur Jagd verwendet oder für einen Aufstand gesammelt wurde; oft wurde jedoch Lebenden die rechte Hand abgehackt – siehe Hauptartikel Kongogräuel.
Die Congo Reform Association fand großes öffentliches Interesse auf der ganzen Welt, vor allem in England und den USA. Auf Verlangen der C. R. A. sandte Leopold II. eine Kommission in den Kongo-Freistaat, die sich mit den Menschenrechtsverletzungen beschäftigte. Diese aber war äußerst leopoldianisch eingestellt und beschönigte alles in ihrem Bericht.

## Erreichte Ziele
Im Jahre 1908 verkaufte König Leopold II seine Privatkolonie unter dem Druck der Öffentlichkeit an den belgischen Staat. Dies und das öffentliche Interesse ist der Congo Reform Association, vor allem dem Gründungsmitglied Edmund Dene Morel, zuzuschreiben. Auch einige berühmte Autoren schlossen sich dem Protest gegen die unmenschliche Kolonialpolitik an. Sir Arthur Conan Doyle schrieb die Streitschrift The Crime of the Congo und Mark Twain schrieb die Satire King Leopold's Soliloquy (1905).

## Gründer
- Edmund Dene Morel – englischer Journalist, der sich intensiv mit der Kolonialpolitik Belgiens beschäftigte
- Roger Casement – britischer Konsul, wurde eingesetzt von England, um die Kolonialpolitik Belgiens zu überwachen
- Henry Guinness